# Cambridge Journal of Economics
Le Cambridge Journal of Economics est une revue d'économie à comité de lecture. 

## Histoire
La revue est fondée en 1977 par la Cambridge Political Economy Society dans le but de publier des articles qui suivaient les traditions économiques établies par Karl Marx, JM Keynes, Michał Kalecki, Joan Robinson et Nicholas Kaldor. Luigi Pasinetti a souligné les « liens forts » entre le Cambridge Journal of Economics et la Cambridge School of Keynesian Economics.
Elle est publiée au nom de la Cambridge Political Economy Society par les Oxford University Press.

## Indexation
La revue est indexée dans le Social Sciences Citation Index. Selon le Journal Citation Reports, la revue a un facteur d'impact 2022 de 2,0.